# Canson
Canson är ett franskt varumärke och företag specialiserat på pappersprodukter för olika former av bildkonst. Canson ingår sedan 2016 i F.I.L.A.-koncernen.

## Historia
Företaget grundades 1557, då Jacques Montgolfier startade papperstillverkning i Beaujolaisområdet.

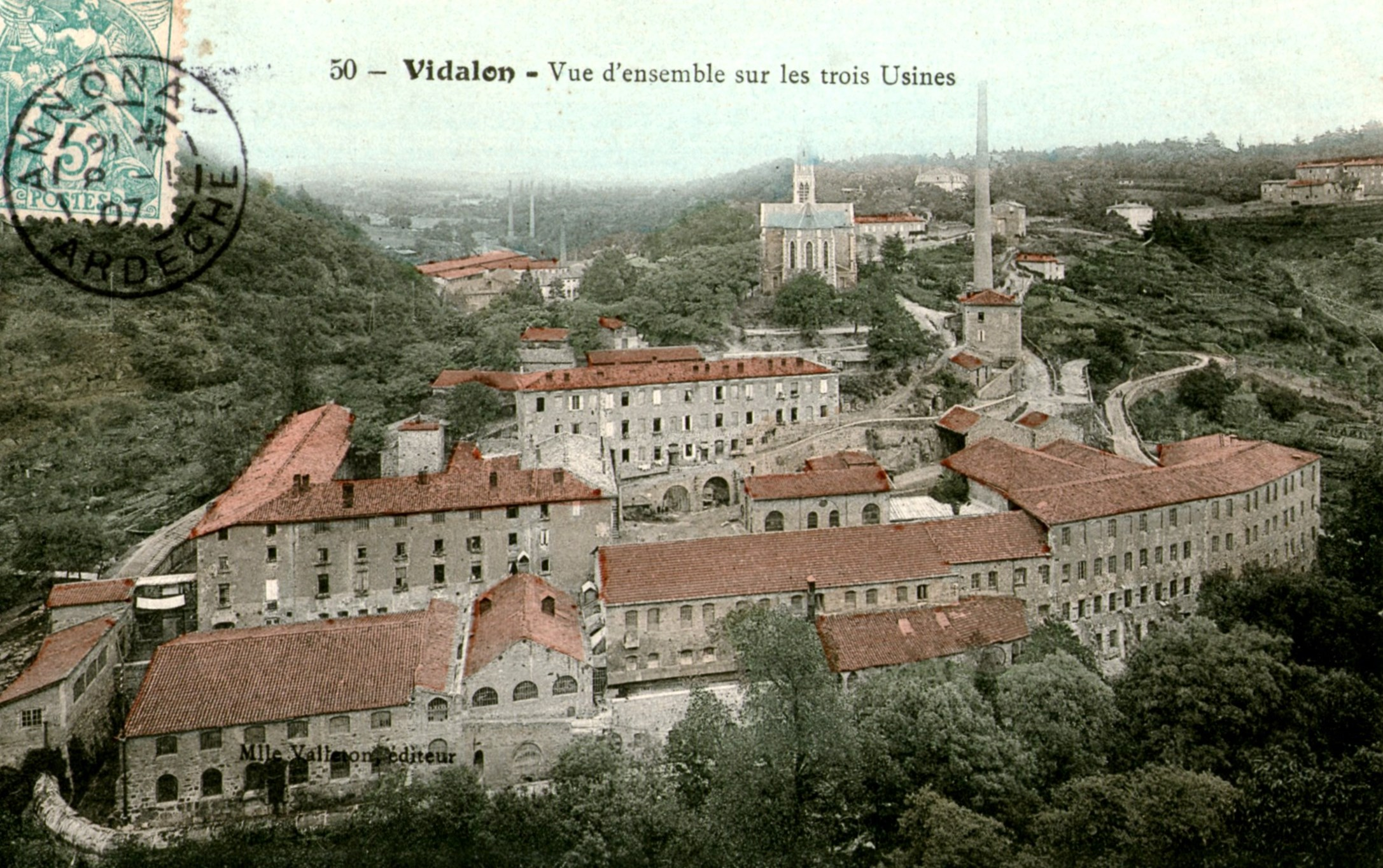
Pappersbruket i Vidalon på ett vykort från början av 1900-talet.

År 1692 besökte bröderna Michel och Raymond Montgolfier papperstillverkaren i Vidalon-lès-Annonay, i dagens kommun Davézieux, där de båda snart gifte sig med ägarens döttrar, Françoise och Marguerite, och så småningom övertog verksamheten.
Bland de mer namnkunniga personerna i företaget märks bröderna Joseph och Étienne Montgolfier, uppfinnare som i juni 1783 demonstrerade en varmluftsballong gjord i tyg fodrat med papper, och som konstruerade den första bemannade varmluftsballongen, sedan dess även kallad Montgolfière, med premiärflygning i november samma år.
Efter Étienne de Montgolfiers död var det svärsonen Barthélemy Barou de la Lombardière de Canson som från 1801 fortsatte driva papperstillverkningen i Vidalon. Därmed ändrades namnet snart till Canson et Montgolfier, eller Canson & Montgolfier.
År 1860 tillföll Vidalonbruket ingenjören Marc Seguin, som dock överlät en stor del av driften till yngre generationer i Montgolfierfamiljen. Driftsformen ändrades 1880 till ett styrelselett bolag, Les Ancienne Manufactures Canson & Montgolfier.
Under 1900-talet expanderade företaget även utomlands, samtidigt som ägarförhållandena genomgick ett antal förändringar. I oktober 2016 köptes Canson av F.I.L.A., en koncern inom konstnärs- och skrivmaterial.